# Acantholycosa khakassica
Acantholycosa khakassica là một loài nhện trong họ Lycosidae.
Loài này thuộc chi Acantholycosa. Acantholycosa khakassica được Yuri M. Marusik, Azarkina & Koponen miêu tả năm 2004.